# 게임로프트
게임로프트 SE(영어: Gameloft SE)는 프랑스의 비디오 게임 개발사이자, 비방디의 자회사이다. 전 세계 각국에 개발 및 현지화 스튜디오를 운영하고 있다.

## 역사
게임로프트는 1999년 12월 14일 유비소프트의 다섯 명의 창립자 가운데 한 명 Michel Guillemot에 의해 설립되었다.

## 게임
- 아스팔트 6: 아드레날린
- 아스팔트 7: 히트
- 아스팔트 8: 에어본
- 아스팔트 레전드 유나이트
- 아스팔트 니트로
- 어쌔신 크리드 (비디오 게임)
- 어쌔신 크리드: 알테어 연대기
- 어쌔신 크리드: 브라더후드
- 어쌔신 크리드 II
- 어쌔신 크리드 III
- 어쌔신 크리드: 리벨레이션
- 드라이버: 샌프란시스코
- 해리 포터와 죽음의 성물 2부 (비디오 게임)
- 아이언맨 2 (비디오 게임)
- 제임스 카메론의 아바타: 더 게임
- 리틀펫샵
- 맨 인 블랙 3
- 미션 임파서블 3
- 모던 컴뱃 5: 블랙아웃
- 페르시아의 왕자 (2008년 비디오 게임)
- 페르시아의 왕자: 시간의 모래
- 페르시아의 왕자: 두 개의 왕좌
- 페르시아의 왕자 : 전사의 길
- 레이맨 (비디오 게임)
- 레이맨 3: 후드럼 하복
- 레이맨 엽기토끼 TV 파티
- 리얼 테니스
- 틴틴: 유니콘호의 비밀
- 어메이징 스파이더맨 (비디오 게임)
- 나니아 연대기: 새벽 출정호의 항해
- 다크 나이트 라이즈
- 톰 클랜시의 고스트 리콘 어드밴스트 워파이터 2
- 톰 클랜시의 H.A.W.X
- 레인보우 식스: 베가스
- 톰 클랜시의 스플린터 셀 (비디오 게임)
- 톰 클랜시의 스플린터 셀: 혼돈 이론
- 톰 클랜시의 스플린터 셀: 컨빅션
- 톰 클랜시의 스플린터 셀: 더블 에이전트
- 톰 클랜시의 스플린터 셀: 판도라 투머로
- XIII (비디오 게임)